# البيئة في ماليزيا

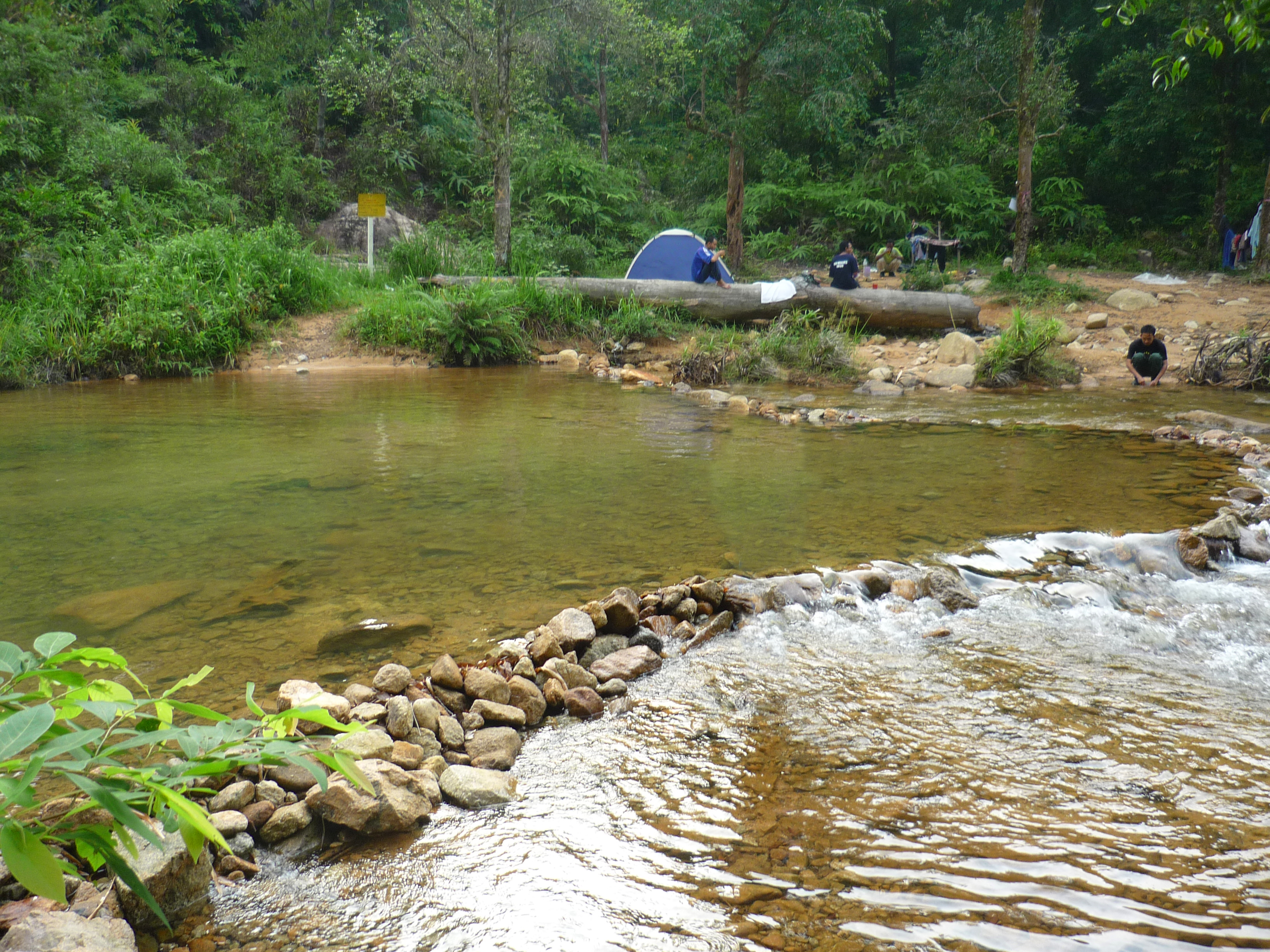
بركة في شلالات بركلة

تشير البيئة في ماليزيا إلى النظامين الإيكولوجي والجيولوجي الذين يشكلان البيئة الطبيعية لهذه الدولة الواقعة في جنوب شرق آسيا. تعد ماليزيا بلدا متنوعا من حيث الكائنات الحية، مع وجود مجموعة متنوعة من النباتات والحيوانات ذات التنوع البيولوجي الموجودة في مختلف المناطق البيئية في جميع أنحاء البلاد. تشكل الغابات الاستوائية المطيرة ما بين 59٪ إلى 70٪ من إجمالي مساحة اليابسة في ماليزيا، منها 11.6٪ هي البكر. تمتلك ماليزيا خامس أكبر منطقة منغروف في العالم، يبلغ إجمالي مساحتها أكثر من نصف مليون هكتار (أكثر من 1.2 مليون فدان).